# Plinio (nome)
Plinio  è un nome proprio di persona italiano maschile.

## Varianti
- Femminili: Plinia[4][5]

### Varianti in altre lingue
- Catalano: Plini[6]
- Francese: Pline
- Greco antico: Πλίνιος (Plinios)[7]
- Inglese: Pliny[3][8]
- Latino: Plinius[1][2][3][8]
- Polacco: Pliniusz
- Portoghese: Plínio[3]
- Spagnolo: Plinio[3][6]

## Origine e diffusione
Deriva dal gentilizio romano Plinius, molto ben attestato a partire dal II secolo a.C.. L'etimologia è incerta; potrebbe trattarsi di un nome di origine gallica non interpretabile, oppure essere correlato al termine greco πλίνθος (plinthos, "mattone", "tegola", "piastrella"). Gli accostamenti al termine latino plenus ("pieno", riportata da diverse fonti) o al nome falisco Pleina sono, invece, improbabili per ragioni fonetiche.
In Italia è stato ripreso a partire dall'Umanesimo, come tributo verso la figura dell'erudito e poligrafo Plinio il Vecchio (e, secondariamente, di Plinio il Giovane); è maggiormente frequente al Nord, via via rarefacendosi scendendo verso il Sud.

## Onomastico
Il nome non è portato da alcun santo, quindi è adespota; l'onomastico può essere festeggiato il 1º novembre per Ognissanti.

## Persone

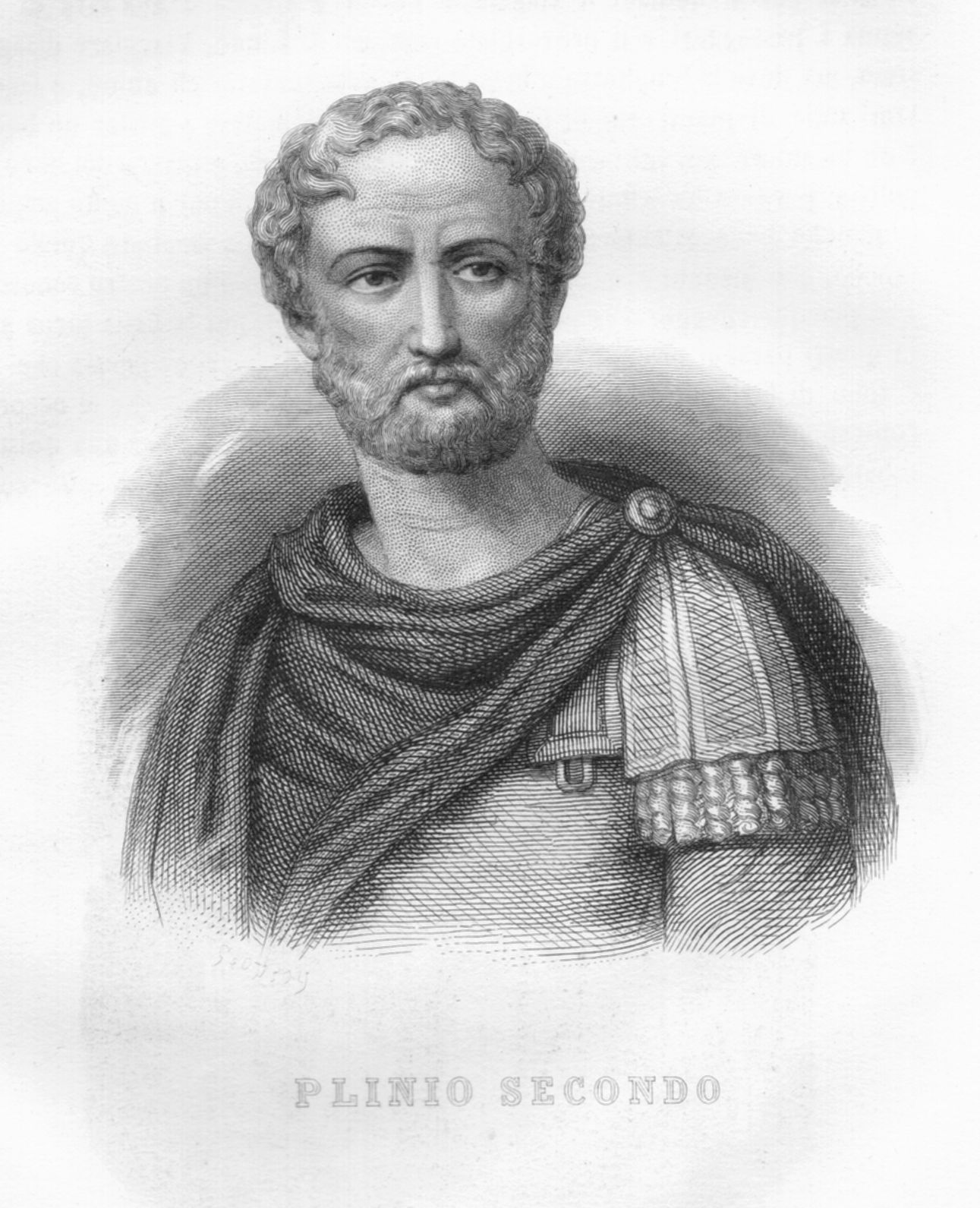
Plinio il Vecchio

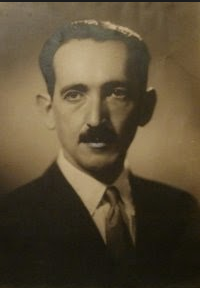
Plínio Salgado

- Plinio il Giovane, avvocato, scrittore e magistrato romano
- Plinio il Vecchio, scrittore, ammiraglio e naturalista romano
- Plinio Clabassi, basso italiano
- Plinio Codognato, pubblicitario e illustratore italiano
- Plinio Corrêa de Oliveira, storico, politico, filosofo e giornalista brasiliano
- Plinio De Martiis, fotografo italiano
- Plinio Farina, calciatore italiano
- Plinio Fernando, attore e scultore italiano
- Plinio Fraccaro, storico italiano
- Plinio Maggi, cantante, compositore e paroliere italiano
- Plinio Marconi, architetto, ingegnere e urbanista italiano
- Plinio Martini, scrittore e insegnante svizzero
- Plinio Mesciulam, pittore italiano
- Plinio Nomellini, pittore italiano
- Plinio Perilli, poeta italiano
- Plinio Romaneschi, paracadutista svizzero
- Plinio Serena, calciatore italiano
- Plinio Trovatelli, politico italiano

### Variante Plínio
- Plínio Salgado, politico, scrittore, teologo e giornalista brasiliano
- Plínio Sampaio, politico brasiliano